# Мосолово (Сафоновський район)
Мосолово (рос. Мосолово) — присілок Сафоновського району Смоленської області Росії. Входить до складу Богдановщинського сільського поселення.
Населення — 31 особа (2007 рік). 